# Spinostrof
Spinostrof (Spinostropheus gautieri) – niewielki teropod, który żył w okresie jurajskim lub we wczesnej kredzie (patrz niżej) na terenach dzisiejszego Nigru (Afryka). Początkowo opisany jako nowy gatunek elafrozaura - E. gautieri (Lapparent, 1960). Jego pozycja filogenetyczna jest niepewna; w analizie kladystycznej Sereno i współpracowników (2004) spinostrof jest ceratozaurem siostrzanym do nadrodziny Abelisauroidea, natomiast w analizie Carrano i Sampsona (2008) jest on ceratozaurem bardziej bazalnym niż Ceratosaurus, być może siostrzanym do elafrozaura.

## Materiał kopalny
Holotyp oznaczony jako MNHN 1961-28 składa się z kręgu szyjnego (80 mm), dwóch przednich kręgów piersiowych (70–80 mm), późniejszego kręgu grzbietowego (50 mm), fragmentów czterech kręgów grzbietowych, trzech krzyżowych oraz trzech ogonowych (80–85 mm), fragmentów kości udowej, dwóch niekompletnych kręgów ogonowych, niekompletnej kości ramieniowej (200 mm), niekompletnej kości łonowej, niekompletnej kości udowej, niekompletnej kości piszczelowej, niekompletnej kości strzałkowej, przedniej kości śródstopia, czterech fragmentów śródstopia oraz części kości palca kończyny tylnej. Paratypy tymczasem składają się z  kości łokciowej (300 mm) ((MNHN coll.),  fragmentu kości śródstopia  (MNHN coll.), fragmentu kręgu szyjnego,  dwóch kręgów piersiowych i krzyżowych (140 mm), części kręgu ogonowego, trzech pazurów ,,dłoni" (40, 45, 60 mm), kości piszczelowej (700 mm), fragmentu kości strzałkowej, fragmentu kości śródstopia, fragmentów czterech pazurów stopy (MNHN coll.). Przypisany do tego zwierzęcia MNN TIG6 zawiera siedem kręgów szyjnych (od trzeciego do dziesiątego), żebro szyjne, osiem kompletnych kręgów grzbietowych (od pierwszego do ósmego), cztery niekompletne kręgi grzbietowe (dziewiąty do trzynastego), oderwane żebro grzbietowe, trzy łuki kręgów krzyżowych (pierwszy do trzeciego).
Wszystkie wymienione wyżej skamieliny zostały znalezione w formacji Tiourarén na Saharze w Nigrze. Wiek tej formacji jest niepewny; pierwotnie zakładano, że formacja Tiourarén reprezentuje hoteryw i barrem wczesnej kredy, około 135 do 125 milionów lat temu. Zdaniem Olivera Rauhuta i Adriany López-Arbarello (2009) badania skamieniałości ryb i bezkręgowców znanych z formacji Tiourarén nie dostarczają dowodów na jej kredowy wiek, zaś jej relacje geologiczne z innymi formacjami z basenu Iullemeden dowodzą tylko, że nie reprezentuje ona aptu ani żadnego wieku młodszego od aptu. W opinii autorów pozycja filogenetyczna dinozaurów, których skamieniałości odkryto w osadach tej formacji (Jobaria, Afrovenator, Spinostropheus), a które były najbliżej spokrewnione z dinozaurami żyjącymi w środkowej i późnej jurze, sugeruje, że bardziej prawdopodobne jest, iż formacja Tiourarén reprezentuje przełom środkowej i późnej jury. Z kolei Le Loeuff i współpracownicy (2010) opisali ząb zauropoda odkrytego w osadach libijskiej formacji Cabao, który ich zdaniem był podobny do odkrytych w osadach formacji Tiourarén zębów "Rebbachisaurus" tamesnensis; zdaniem autorów może to dowodzić, że obie formacje reprezentują ten sam wiek. Zdaniem autorów formacja Cabao najprawdopodobniej reprezentuje hoteryw lub barrem, lecz nie można całkowicie wykluczyć, że reprezentuje ona walanżyn albo berrias; jeśli więc formacja Tiourarén faktycznie reprezentuje ten sam wiek, to może być nieco starsza, niż pierwotnie zakładano, ale w dalszym ciągu wczesnokredowa.